# Nahuatlanski jezici
Nahuatlan je dio jezične porodice Juto-Asteci, Velike porodice Aztec-Tanoan čiji se jezici govore, ili su se govorili, na jugu današnjeg Meksika i susjednih država. Jezici Nahua Indijanaca širili su se ekspanzivnom ratnom politikom Asteka, i njome doprli u razne krajeve Srednje Amerike, poimence Gvatemalu, Salvador, Nikaragvu, Kostariku, a neki jezikoslovci drže da su im najjužniji predstavnici Sigua iz Paname.
Narode što se služe Nahuatlan jezicima nazivamo Nahua, njihovi predstavnici su:
Acolhua, Alaguilac, Asteci, Bagaces, Cazcan, Cholulteca, Coca, Cuitlahuaca, Culhua, Cuyuteca, Desaguadero, Guamare, Iztacchichimeca, Lagunero, Meztitlaneca, Nahuatlate, Nicarao, Pipil, Pochutla, Quauhquecholteca, Sayultec, Sigua, Teco-Tecoxquin, Tecuexe, Tepaneca, Tepeaca, Teul, Tlakopanci, Tolteci, Xochimilca, Zacateco.
Prvu slovnicu jezika nahuatl, objavljenu tek u 19. stoljeću, napisao je Andrés de Olmos, jedan od prvih 12 franjevaca u Novoj Španjolskoj, 1547. godine. Napisao je i slovnice drugih jezika, huastečkog i totonačkog, te koliko se danas zna još barem 13 opisa, slovnica i rječnika indijanskih jezika, rasprava o pretkolumbovskim kulturama, opisa astečkih kodeksa itd. Godine 1544. sastavio je dramski tekst Alegoría del juicio final na jeziku nahuatl, a prikazivao se djeci astečkih velikaša koja su pohađala školu u Tlatelolcu kao dio kršćanskog nauka itd. Drugu slovnicu i prvi rječnik jezika nahuatl objavio je 1555. Alonso de Molina.
| Hrvatski          | Nahuatl       |
| ----------------- | ------------- |
| krokodil          | cipactli      |
| vjetar            | eecatl        |
| kuća              | calli         |
| gušter            | cuetzpalin    |
| zmija             | coatl         |
| smrt              | miquiztli     |
| srna              | mazatl        |
| zec               | tochtli       |
| voda              | atl           |
| pas               | itzcuintili   |
| majmun            | ozomatli      |
| trava             | malinalli     |
| trska             | acatl         |
| jaguar            | ocelol        |
| orao              | quauhtli      |
| sup               | cozcaqzazhtli |
| pokret ili potres | ollin         |
| nož od kremena    | tecpatl       |
| kiša              | auauitl       |
| cvijet            | xochitl       |

## Jezici
Danas je na SIL-ovom popisu 29 jezika

## Vanjske poveznice
- Ethnologue (14th)
- Ethnologue (15th)
- Nahuatlan
- Nahuatlan
- Nahuatlan (njemački)  Arhivirana inačica izvorne stranice od 3. siječnja 2006. (Wayback Machine)
- Nahuatlan  Arhivirana inačica izvorne stranice od 12. listopada 2007. (Wayback Machine)
- Nahuatl riječi  Arhivirana inačica izvorne stranice od 21. rujna 2014. (Wayback Machine)